# Regiunea Strumița (1913-1919)
Regiunea Strumița (în bulgară Струмишки окръг, transliterat: Strumițki okrăg) este o fostă unitate administrativ-teritorială din Bulgaria care a existat între 1913 și 1919. 
Regiunea a fost înființată la 7 septembrie 1913 prin ordinele nr. 781 și nr. 811 ale Ministerului Afacerilor Interne și Sănătății Publice pe teritoriul din Macedonia otomană care a fost atribuit Bulgariei în urma Tratatului de la București care a pus capăt celui de-Al Doilea Război Balcanic.
În 1913 existau șase districte ale regiunii Strumița:
- Districtul Gorna Giumaia (Blagoevgrad)
- Districtul Melnik
- Districtul Mehomia (Razlog)
- Districtul Nevrokop
- Districtul Petrici
- Districtul Strumița

Conform Tratatului de pace de la Neuilly sur Seine, din 1919, Districtul Strumița împreună cu o parte din Districtul Petrici, însumând 74 de sate și o suprafață de 1.028 km², au fost predate în 1920 Regatului Sârbilor, Croaților și Slovenilor. Apoi la 20 februarie 1920 a fost înființat un nou district Petrici. 